# Сен-Блез (Невшатель)
Сен-Блез (фр. Saint-Blaise NE) — громада в Швейцарії в кантоні Невшатель.

## Географія
Громада розташована на відстані близько 36 км на захід від Берна, 6 км на північний схід від Невшателя.
Сен-Блез має площу 8,9 км², з яких на 20,9 % дозволяється будівництво (житлове та будівництво доріг), 26,3 % використовуються в сільськогосподарських цілях, 52,1 % зайнято лісами, 0,8 % не є продуктивними (річки, льодовики або гори).

## Демографія
2019 року в громаді мешкало 3264 особи (+3,9 % порівняно з 2010 роком), іноземців було 19,7 %. Густота населення становила 368 осіб/км².
За віковим діапазоном населення розподілялося таким чином: 20,6 % — особи молодші 20 років, 56,7 % — особи у віці 20—64 років, 22,7 % — особи у віці 65 років та старші. Було 1451 помешкань (у середньому 2,2 особи в помешканні).
Із загальної кількості 1342 працюючих 28 було зайнятих в первинному секторі, 373 — в обробній промисловості, 941 — в галузі послуг.